# Una mela al giorno
Una mela al giorno è il sesto libro della serie I racconti di mezzanotte di Nick Shadow, uno dei pseudonimi usati dallo scrittore inglese Allan Frewin Jones.

## Trama
L'undicenne Tim Barrett si trova in vacanza dalla nonna in campagna; il nonno è morto sette anni prima, in misteriose circostanze. L'anziana donna ha una particolare mania per i proverbi e ne ripete in continuazione; un giorno Tim, irritato, decide di non presentarsi per la cena e, per cenare, entra in un frutteto lì accanto. Viene però inseguito dal proprietario che lo minaccia e, poco dopo va anche a casa della nonna. Infuriato per il modo in cui ha minacciato la nonna, Tim si vendica entrando nel suo frutteto e rubando diverse mele, lasciandone un po' all'ingresso della casa in cui vive l'uomo e mangiandosene altre con tanto di torsolo e semi. Dopo ciò, tuttavia, comincia a manifestare strani sintomi: delle foglie gli fuoriescono dalle orecchie e dall'ombelico mele. Spaventato Tim si dirige dal contadino, sperando possa aiutarlo, ma, mentre attraversa il suo melo, scopre che tutti gli alberi hanno facce di ragazzi e ragazze e una di queste è quella di suo nonno. Subito dopo Tim, davanti agli occhi del contadino, diventa anche lui un albero.